# Lucius Manlius Capitolinus Imperiosus
Pour les articles homonymes, voir Manlius Capitolinus.
Lucius Manlius Capitolinus Imperiosus, fils d'Aulus, est un dictateur de la République romaine en 363 av. J.-C. Il est aussi le père de Titus Manlius Imperiosus Torquatus (consul en 347, 344 et 340 av. J.-C.). Il est connu pour son excessive sévérité. Il fut assigné par le tribun de la plèbe M. Pomponius pour avoir ajouté quelques jours à l'exercice de sa dictature : cette accusation, sans grande valeur puisque la dictature jouissait d'une certaine autonomie, cherchait à prouver que L. Manlius commettait un abus.